# ATP Buzios
ATP Buzios – męski turniej tenisowy wchodzący w skład rozgrywek ATP World Tour rozgrywany na nawierzchni twardej w Armação dos Búzios w 1999 roku.

## Mecze finałowe

### gra pojedyncza mężczyzn
| Rok  | Zwycięzca    | Finalista    | Wynik         |
| 1992 | Jaime Oncins | Luis Herrera | 6:2, 3:6, 7:6 |
| 1991 | Jordi Arrese | Jaime Oncins | 1:6, 6:4, 6:0 |

### gra podwójna mężczyzn
| Rok  | Zwycięzcy                   | Finaliści                     | Wynik         |
| 1992 | Maurice Ruah Mario Tabares  | Mark Keil Tom Mercer          | 7:6, 6:7, 6:4 |
| 1991 | Sergio Casal Emilio Sánchez | Javier Frana Leonardo Lavalle | 4:6, 6:3, 6:4 |